# 和賀忠親
和賀忠親，出生於1576年（天正4年），卒於1601年6月24日（慶長6年5月24日），是日本戰國時代、安土桃山時代的陸奧國武將。和賀義忠之子。

## 生涯
和賀氏是支配陸奧國和賀郡（現岩手縣北上市周邊）的國人領主，天正18年（1590年）豐臣秀吉要求全國出兵參加小田原討伐，和賀氏只派出名義代表出面，惹得秀吉憤怒而遭改易。之後忠親便投靠伊達政宗坐落在伊達領地的膽澤郡。
慶長5年（1600年）關原之戰爆發，伊達政宗想藉機擴大領地，於是發起岩崎一揆，並密命和賀忠親前去攻打他的舊領地。在政宗的支援下侵攻擁有和賀郡的南部氏領地，引發岩崎一揆，進攻花卷城（鳥屋崎城），但被北信愛及南部利直反擊擊敗。關原之戰後，與近臣蒲田治道、筒井喜助、齋藤十藏等人被政宗在陸奧國分尼寺暗殺。
也因為此事，原答應要讓政宗成為百萬石大名的德川家康，收回承諾。

## 出典
- 史說北上平野の戦乱：和賀一族をめぐる悲劇（紫桃正隆）